# Ontherus raptor
Ontherus raptor là một loài bọ cánh cứng trong họ Bọ hung (Scarabaeidae).